# Piode
Piode est une commune italienne de moins de 1 000 habitants située dans la province de Verceil dans la région Piémont dans le nord-ouest de l'Italie.

## Administration
| Période                                  | Période  | Identité                   | Étiquette | Qualité |
| ---------------------------------------- | -------- | -------------------------- | --------- | ------- |
| 14 juin 2004                             | En cours | Francesca Anna Piccolomini |           |         |
| Les données manquantes sont à compléter. |          |                            |           |         |

### Communes limitrophes
Campertogno, Pettinengo, Pila, Rassa, Scopello